# ثنائي أكسيد النيتروجين
ثنائي أكسيد النيتروجين أحد من أكاسيد النيتروجين العديدة، له الصيغة NO2. وهو غاز في الحالة الطبيعية، لونه بني- محمر له رائحة نفاذة حادة. ثاني أكسيد النيتروجين من أهم ملوثات الهواء وأكثرها شيوعاً ، ويسبب التسمم عند استنشاقه .و تعتبر الانبعاثات المرورية هي المصدر الأساسي لأكاسيد النيتروجين بينما تنتج بعض التركيزات الصغيرة من محطات الكهرباء وبعض المصادر الصناعية الاخري الا أن الانبعاثات الصادرة من محطات الكهرباء والمناطق الصناعية تكون في معظم الأحوال مرتفعة عن محطات الرصد ويساعد ارتفاعها علي سرعة انتشار الملوثات في الجو لذلك تعتبر الانبعاثات المرورية هي المصدر الأساسي.
وهذه المعادلة الكيميائية له NO2+ + e− → NO2. 

## تحضيره
يتم تحضير ثاني اكسيد النتروجين بتفاعل النحاسCu أو الفضهAg أو الرصاص Pb أو الزئبق.Hg مع حمض النتريك HNO3. أو بتفاعل نتريت الصوديوم مع حمض الهيدروكلوريك. أولا ينطلق غاز اكسيد النتروجين، ويتحول عند تلامسه مع الهواء إلى ثاني اكسيد النتروجين.
- (NaNO2+HCl------NaCl+HNO2 )
- (3HNO2-----HNO3+H2O+2NO. )
- (2NO +O2----2NO2)

## خواصه
ثاني أكسيد النيتروجين هو غاز بني محمر فوق 21.2 درجة مئوية (70.2 درجة فهرنهايت، 294.3 كالفين) ذو طعم لاذع ورائحة، ويصبح سائل بنيًا مصفرًا في درجة حرارة 21.2 درجة مئوية (70.2 درجة فهرنهايت، 294.3 كالفين)، ويتحول لرباعي أكسيد النتروجين تحت درجة حرارة 11.2 درجة مئوية (11.8 درجة فهرنهايت ؛ 261.9 كالفين).
تصل الرابطةالكيميائية بين ذرة النيتروجين وذرة الأكسجين إلى 119.7 بيكومتر. يتطابق طول الربطة مع رتبة الرابطة بين واحد واثنين.
و على عكس الأوزون، O3، فالحالة القاعية لمستويات الطاقة لثاني أكسيد النيتروجين هي الحالة الثنائية، لأن النيتروجين له إلكترون واحد غير متزاوج، مما يقلل من تأثير ألفا مقارنةً مع النتريت ويخلق تفاعل ارتباط ضعيف مع أزواج الأكسجين الوحيدة. لذا يتم كتابة صيغة لاني أكسيد النيتروجين NO في كثير من الأحيان.
يظهر اللون البني المحمر نتيجة لامتصاص الطيف الأزرق من الضوء(400-500 نانومتر)، على الرغم من أن الامتصاص يمتد (عند أطوال موجية أقصر) وفي الأشعة تحت الحمراء (في الموجات الأطول). يحدث امتصاص الضوء بأطوال موجية أقصر من 400 نانومتر ويؤدي إلى التحلل الضوئي (لتشكيل NO + O، الأكسجين الذري)؛ في الغلاف الجوي، كما تؤدي إضافة ذرة الأكسجين المتكونة إلى O2 إلى تكوين الأوزون.

## علم البيئة
يتكون ثنائي أكسيد النيتروجين في البيئة من خلال الأسباب الطبيعية، بما في ذلك الستراتوسفير، والتنفس الجرثومي، والبراكين، والبرق. تجعل هذه المصادر ثنائي أكسيد النيتروجين في صورة غاز نزر في الغلاف الجوي للأرض حيث أنها تلعب دورًا في امتصاص أشعة الشمس وتنظيم كيمياء الغلاف الجوي في طبقة التروبوسفير، وخاصةً في تحديد تركيزات الأوزون.

## استخدامات
يستخدم  ثنائي أكسيد النيتروجين كمادة وسيطة في تصنيع حمض النتريك، وكعامل النترتة في تصنيع المتفجرات الكيميائية، ومثبط البلمرة للأكريلات، وكعامل تبييض الدقيق وكعامل تعقيم درجة حرارة الغرفة. كما يستخدم أيضًا كمؤكسد في وقود الصواريخ. استخدم في صواريخ تيتان، لإطلاق مشروع الجوزاء (مشروع جمناي)، في دفاعات المناورة لمكوك الفضاء، وفي رحلات المسبار الفضائي الاستكشافية التي أُرسلت إلى مختلف الكواكب.